# Epitola leonensis
Epitola leonensis är en fjärilsart som beskrevs av George Thomas Bethune-Baker 1904. Epitola leonensis ingår i släktet Epitola och familjen juvelvingar. Inga underarter finns listade i Catalogue of Life.